# Good Ways
Good Ways – szósty album studyjny Sizzli, jamajskiego wykonawcy muzyki reggae i dancehall.
Płyta została wydana 21 grudnia 1998 roku przez jamajską wytwórnię Brickwall Records (za dystrybucję w USA odpowiadała nowojorska wytwórnia Artists Only! Records, zaś w Europie – Charm Records). Nagrania zostały zarejestrowane w Digital B Studio w Kingston. Trzon grupy akompaniującej Sizzli stanowili muzycy riddim bandu The Fire House Crew. Produkcją krążka zajęli się Bobby "Digital" Dickson oraz Sheldon Stewart.
26 grudnia 1998 roku album osiągnął 12. miejsce w cotygodniowym zestawieniu najlepszych albumów reggae magazynu Billboard (ogółem był notowany na liście przez 2 tygodnie).
W roku 2003 nakładem nowojorskiej wytwórni VP Records ukazała się reedycja albumu.

## Lista utworów
1. "Bless Me" feat. Garnett Silk
2. "Good Ways"
3. "Azanldo"
4. "Trust & Love"
5. "Bless the Youth"
6. "Any Time"
7. "Gun Handling Pros"
8. "Mockries & Phrase"
9. "Protest Us & Bless Us"
10. "Can't Cool Can't Quench"
11. "Suffer If They Don't Hear"
12. "Half Has Never Been Told"
13. "Big & Bold"
14. "Joyfull"

## Twórcy

### Muzycy
- Sizzla – wokal
- Garnett Silk – wokal (sample)
- Dalton Brownie – gitara
- Donald "Bassie" Dennis – gitara basowa
- Paul "Jazzwad" Yebuah – gitara basowa, perkusja, instrumenty klawiszowe
- Paul "Wrong Move" Crossdale – instrumenty klawiszowe
- Paul "Computer Paul" Henton – instrumenty klawiszowe
- David "Fluxy" Heywood – perkusja
- Michael Spencer – perkusja
- Paul Kastick – perkusja
- Dean Fraser – saksofon

### Personel
- Bobby "Digital" Dixon – inżynier dźwięku, miks
- Sheldon Stewart – inżynier dźwięku, miks
- Arthur Simms – inżynier dźwięku, miks